# Jorginho (futebolista, 1991)
Jorge de Moura Xavier (Goiânia, 5 de janeiro de 1991), comumente conhecido como Jorginho, é um jogador de futebol brasileiro que atua como meia-atacante. Atualmente está no CRB.

## Títulos
Atlético Goianiense
- Campeonato Brasileiro - Série B: 2016
- Campeonato Goiano: 2014, 2019, 2020, 2022[2]

Sport
- Campeonato Pernambucano: 2023

CRB
- Campeonato Alagoano: 2024

### Prêmios individuais
- Seleção da Copa Sul-Americana de 2022[3]